# Thelymitra tigrina
Thelymitra tigrina är en orkidéart som beskrevs av Robert Brown. Thelymitra tigrina ingår i släktet Thelymitra och familjen orkidéer. Inga underarter finns listade i Catalogue of Life.